# 아이신기오로 더걸러이
더걸러이(德格類,ᡩ᠋ᡝ᠋ᡤᡝᠯᡝᡳ Degelei, 1597.1.10-1635.11.11.)는 청태조(清太祖) 누르하치(Nurhaci, 努爾哈赤)의 십남이다. 더걸러이는 생모는 계비 푸차씨(繼妃富察氏)이다.

## 생애
처음 받은 관직은 타이지(台吉)였다. 천명(天命) 6년(1621), 군대를 이끌고 봉집보(奉集堡)를 침략하였다. 철군할 때에 한 병사가 명군의 소재를 알려왔고 더걸러이는 요토(Yoto, 岳託)와 쇼토(Šoto, 碩託)를 데리고 명군에게 진격하여 명 장수 이병성(李秉誠)을 격패시켰다. 그리고 다시 타이지 자이상구(台吉寨桑古)를 데리고 삼차하교(三岔河橋)를 검열하였을 때, 해주(海州)에 이르자 성중 관민들이 음악을 연주하고 가마를 끌고 나와 더걸러이 등을 영접하였고 군사들에게 백성들을 해하지 말 것, 재물을 약탈하지 말 것, 성 위에서 투숙하지 말 것, 주민들의 집에 들어가지 말 것을 지시하였다. 다음날, 삼차하를 시찰하도록 파견한 이들이 돌아와 다리는 무너졌고 강을 건너 철수할 배는 없다고 보고하였다. 천명 8년(1623), 아바타이(Abatai, 阿巴泰)를 데리고 칼카(喀爾喀) 잘루트부(扎嚕特部)를 토벌하였다. 천명 11년(1626), 다시 다이샨(Daišan, 代善)을 따라 잘루트 토벌에 나섰다.
천총(天聰) 3년(1629), 지르갈랑(Jirgalang, 濟爾哈朗)을 데리고 금주(錦州)를 침략하였고, 쌓인 군량과 재물을 불태웠다. 논공행상을 거쳐 작위가 호쇼이 버일러(hosho i beile, 和碩貝勒)로 승진하였다. 천총 5년(1631) 청이 처음으로 육부(六部)를 설치하였고, 더걸러이는 호부(戶部) 사무 관장의 임무를 받았다. 더걸러이는 청군을 따라 대릉하(大凌河)를 포위공격하였다.(대릉하 전투) 더걸러이는 군대를 이끌고 대응하면서 명 감군도(監軍道) 장춘(張春)을 격파하였다. 같은해 10월, 조대수(祖大壽)는 투항하였고 아바타이 등을 데리고 명군의 모습으로 위장하여 금주를 습격하였으며, 수많은 명군 병사를 참하였다. 천총6년(1632), 더걸러이는 지르갈랑 등을 데리고 귀화성(歸化城)을 침공하였다. 이후 다시 요토를 데리고 요주(耀州)에서 개주(蓋州) 이남까지 성을 공격하고 인근을 공략하였다. 천총 7년(1633), 여순구(旅順口)를 공격하여 점령하였다. 천총 8년(1634), 더걸러이는 청군을 따라 명 원정에 나섰고 몽골에서 귀순한 사람들을 위무하였다. 또한 독석구(獨石口)를 공격하여 함락하였다. 또한 적성(赤城)을 공격하였으나 성이 함락되기 전에 철군하였다. 보안주(保安州)에 들어가 응주(應州)로 군대를 모은 후에 철군하였다. 천총 9년(1635) 10월, 더걸러이가 사망하였다. 홍타이지(Hong taiji, 皇太極)는 더걸러이의 상례에 직접 가서 통곡하고 애도하였으며, 물시계가 세 번 북을 두드린 후에야 돌아갔다. 돌아가서는 다시 중문에 휘장을 설치하여 제사를 지냈고 수라를 3일간 들이지 않았다.
같은해 12월, 망굴타이(Manggūltai, 莽古爾泰)가 이미 죽었지만 친여동생 망구지(莽古濟) 거거(格格) 부하 렁성기(Lengsenggi, 冷僧機)가 망굴타이와 더걸러이, 망구지 거거가 저주의 맹세를 하면서 홍타이지에게 곧바로 위험이 미쳤다고 고발하였고, 망구지 거거의 남편 소놈(Sonom, 瑣諾木)을 증인으로 내세웠으며, 대역죄로 망굴타이의 종적(宗籍)을 삭제하고, 더걸러이는 동모죄로 버일러(貝勒) 작위가 삭제되었다. 아들 덩시쿠(鄧什庫)는 연좌로 종적에서 삭제되었다. 덕시커(德克西克)는 시위(侍衛)로서 호오거(Hooge, 豪格)를 따라 장헌충(張獻忠) 토벌에 나섰을 때에 전사하였으며, 순치제(順治帝)는 조서를 내려 덕시커 아들 호이르시(輝爾食)에게 1등아스하니하판(一等阿思哈尼哈番) 봉록을 하사하였다. 강희(康熙) 52년(1713), 강희제(康熙帝)는 더걸러이 일파의 종적 회복을 지시하였고, 홍대자(紅帶子)를 하사하여 '기오로(Gioro, 覺羅)'를 회복하게 하였다.

## 자손
1. 덕시커(德克西克), 모친은 적처(嫡妻) 보르지기트씨(博爾濟吉特氏)
2. 피야타(費雅塔), 모친은 보홀록씨(博和羅克氏)
3. 덩시쿠(鄧什庫)，모친은 첩(妾)(성씨 미상)

## 같이 보기
- 『청황실사보(淸皇室四譜)』
- 『청사고(淸史稿)』 「열전4(列傳四)」 제왕3(諸王三)
- 『청사고(淸史稿)』 「표2(表二)」 황자세표2(皇子世表二)